# Arcose
L'Arcose (maschile, plurale = arcosi) è una roccia sedimentaria clastica coerente, a grana grossolana, con frammenti spigolosi, del gruppo delle arenarie.
Gli arcosi sono solitamente derivati dal disfacimento di rocce granitiche o gneissiche e da deposizione a breve distanza, in ambiente fluviale, lacustre o marino poco profondo. Sono composti da feldspati, poco quarzo, miche e granuli di roccia con cemento calcareo, siliceo o limonitico.
Le rocce sedimentarie in cui la matrice detritica è tra lo 0% e il 15% e gli interstizi sono riempiti da cemento di precipitazione chimica, prendono il nome di arcose (feldspati >25%).